# Anja Maraž
Anja Maraž (* 7. November 2006) ist eine slowenische Leichtathletin, die sich auf den Dreisprung spezialisiert hat.

## Sportliche Laufbahn
Erste internationale Erfahrungen sammelte Anja Maraž im Jahr 2025, als sie bei den U20-Balkan-Hallenmeisterschaften in Sofia mit einer Weite von 12,76 m den vierten Platz im Dreisprung belegte. Im August belegte sie bei den U20-Europameisterschaften in Tampere mit 13,24 m den siebten Platz.
2025 wurde Maraž slowenische Hallenmeisterin im Dreisprung.